# Glafkos Klerides
Glafkos Ioannou Klerides (řecky: Γλαύκος Ιωάννου Κληρίδης) (narozen v Nicosii 24. dubna 1919 – 15. listopadu 2013) byl řeckokyperský politik a prezident Kyperské republiky. Byl ženatý s Lilou-Irenou (zemřela 6. června 2007) a měl dceru Katherine.

## Život a politická kariéra

### Život a politická kariéra do roku 1960
Klerides byl prvorozený syn právníka a státníka Yiannise Klerida.
Během 2. světové války sloužil v britské RAF. V roce 1942 byl sestřelen nad Německem a v zajetí už strávil celou válku.
Po válce vystudoval práva v londýnské King's College a později se věnoval právnické praxi na Kypru. Byl členem organizace EOKA, která usilovala o osvobození Kypru z britské nadvlády. Akcí EOKA se zúčastňoval pod pseudonymem "Ypereides". Během tohoto období bránil množství bojovníků z EOKA, kteří byli zatčeni Brity. Jeden z jeho nejznámějších úspěchů byla příprava svazků, které vyjmenovávají a dokazují porušování lidských práv imperiální administrativou a jejími agenty.
V roce 1959 se zúčastnil Londýnské konference na Kypru a během přechodu od koloniální administrativy k nezávislosti (1959 – 1960) sloužil jako ministr spravedlnosti. V červenci 1960 byl zvolen do Sněmovny a vzápětí byl také zvolen jejím prvním předsedou. Tento post držel do 22. července 1976. V prvních prezidentských volbách Klerides porazil Makaria III.

### Život a politická kariéra v letech 1960–1976
Kypr získal nezávislost v roce 1960 a Klerides získal politický vliv jako člen Jednotné demokratické strany. Po 15. červenci 1974, kdy proběhl převrat ve kterém EOKA-B, řeckokyperská polovojenská organizace usilující o enosis (spojení s Řeckem), svrhla demokraticky zvoleného arcibiskupa Makaria a dosadila Nikose Sampsona jako prezidenta s diktátorskými pravomocemi, obsadilo Turecko sever ostrova. Osm dní poté byl Sampson donucen odstoupit. Ve stejný den, tedy 23. července 1974, získal Klerides dočasně pravomoci prezidenta republiky, a to v souladu s ústavou. Těmito pravomocemi oplýval do 7. prosince 1974, kdy se do úřadu prezidenta vrátil uprchlý Makarios III. Jak prezident tak Sněmovna veřejně Kleridovi poděkovali za úlohu, kterou sehrál v tomto neklidném období. Kritici, zvláště pak z EDEK, hovoří o onom období jako o popřevratovém, kdy nebyla demokracie plně obnovena, až do návratu Makaria. Klerides na druhou stranu opakovaně odsoudil násilí, které vedlo k převratu.
Od roku 1961 do roku 1963 zastával post předsedy kyperského Červeného kříže. Za tyto vynikající služby v Červeném kříži byl odměněn Certificate of Honour and Life Membership.

### Život a politická kariéra od roku 1976
V roce 1976 založil pravicové Demokratické shromáždění (Demokratikos Synagermos). Byl šestkrát kandidátem na prezidenta a dvakrát zvolen, v roce 1993 a 1998. V roce 1998 byl jeho hlavním protivníkem Georgios Iakovou. V roce 2003 ho porazil v prezidentských volbách Tassos Papadopoulos.
Je autorem autobiograficky laděného zobrazení kyperských dějin 20. století, My Deposition, vydaného ve čtyřech dílech.
Během jeho prezidentství Kypr významně prosperoval. Jeho stabilizovaná ekonomika vytvořila z Kypru nejbohatší zemi z deseti přistupujících států do EU v roce 2004. Kleridova administrativa je velmi ceněna za vstup do Unie. Klerides byl v době svého prezidentství respektován světovými vůdci pro své úspěchy. Část své oblíbenosti ztratil kvůli své silné podpoře Annanova plánu pro unifikaci Kypru. I když 65% tureckých Kypřanů hlasovalo pro plán v referendu, 75% řeckých Kypřanů to odmítlo.